# Ensayos sobre elementos estructurales
Los ensayos sobre elementos estructurales son un tipo de ensayos "in situ" llevados a cabo para realizar un reconocimiento geotécnico.
En líneas generales, la interpretación de cada ensayo se realiza mediante análisis inverso (back-analysis) del elemento correspondiente.
Con carácter general, estos ensayos pueden ser de dos tipos:
- Ensayos sobre elementos reales, que forman parte de la estructura geotécnica (generalmente cimentación), a una carga no superior a la de proyecto.

- Ensayos sobre elementos adicionales, construidos especialmente para su ensayo, y que pueden, por tanto, ser cargados hasta rotura.

En cualquier caso, se deben medir las deformaciones. Como resultados del ensayo se obtienen la admisibilidad de estas deformaciones, es decir, el cumplimiento de las condiciones de proyecto, y los parámetros de deformabilidad del terreno. En el segundo caso, se obtienen además la comprobación del coeficiente de seguridad frente a rotura, y los parámetros de resistencia del terreno.
Dentro de estos ensayos cabe considerar:
- Control de hinca de pilotes.
- Pruebas de carga (horizontal o vertical) de pilotes.
- Ensayos de integridad en pilotes y pantallas.
- Control de asientos en:
  - Cimentaciones.
  - Terraplenes experimentales o reales para análisis de consolidación.

También se podrían citar los análisis realizados «a posteriori» (back-analysis) a partir de los datos obtenidos de la observación de una rotura accidental de una estructura geotécnica.
- Datos: Q5834105